# 满堂街道
满堂街道，是中华人民共和国辽宁省沈阳市浑南区下辖的一个乡镇级行政单位。
2018年6月，撤销英达街道办事处，原英达街道办事处行政管辖区域并入满堂街道办事处。

## 行政区划
满堂街道下辖以下地区：
中水社区、上水社区、满堂社区、下木社区、二道社区、荒地社区、苇塘社区、观音阁社区、小李沟社区、辉山社区、上木社区、前陵社区和秀湖社区。